# UTF-8
UTF-8 (ang. 8-bit Unicode Transformation Format) – system kodowania Unicode, wykorzystujący od 1 do 4 bajtów do zakodowania pojedynczego znaku, w pełni kompatybilny z ASCII. Jest najczęściej wykorzystywany do przechowywania napisów w plikach i komunikacji sieciowej.

## Zalety i wady

### Zalety
- Każdy tekst w ASCII jest tekstem w UTF-8.
- Żaden znak spoza ASCII nie zawiera bajtu z ASCII.
- Zachowuje porządek sortowania UCS-4.
- Typowy tekst ISO-Latin-X rozrasta się w bardzo niewielkim stopniu po przekonwertowaniu do UTF-8.
- Nie zawiera bajtów 0xFF i 0xFE, więc łatwo można go odróżnić od tekstu UTF-16.
- Znaki o kodzie różnym od 0 nie zawierają bajtu 0, co pozwala stosować UTF-8 w ciągach zakończonych zerem.
- O każdym bajcie wiadomo, czy jest początkiem znaku, czy też leży w jego środku, co nie jest dostępne np. w kodowaniu EUC.
- Nie ma problemów z little endian vs big endian.
- Jest domyślnym kodowaniem w XML (również w jego aplikacjach: XHTML, SVG, XSL, CML, MathML).

### Wady
- Znaki CJK zajmują po 3 bajty zamiast 2 w kodowaniach narodowych.
- Znaki alfabetów niełacińskich zajmują po 2 bajty zamiast jednego w kodowaniach narodowych.
- UTF-8 nie używa przesunięć zasięgów, co stanowi dodatkowe utrudnienie dla implementacji UTF-8 (szczegóły poniżej)

## Sposób kodowania
Mapowanie znaków Unicode na ciągi bajtów możliwe jest na jeden z czterech sposobów:
- U+00 do U+7F        – 0xxxxxxx, gdzie kolejne „x” to bity od najstarszego,
- U+80 do U+7FF       – 110xxxxx 10xxxxxx,
- U+800 do U+FFFF     – 1110xxxx 10xxxxxx 10xxxxxx,
- U+10000 do U+10FFFF – 11110xxx 10xxxxxx 10xxxxxx 10xxxxxx.

Znaki z przedziału ASCII (0 do 127) kodowane są jako jeden bajt, czyli m.in. litery alfabetu łacińskiego. Polskie litery diakrytyzowane kodowane już są jako dwa bajty.
W listopadzie 2003 roku kodowanie UTF-8 zostało ograniczone zgodnie z RFC 3629 ↓, w celu zapewnienia zgodności z ograniczeniami kodowania UTF-16. Po pierwsze ograniczono maksymalny kod do U+10FFFF. Wcześniej wynosił on U+7FFFFFFF, dopuszczalne były sekwencje złożone z 5 i 6 bajtów, a 4-bajtowe mogły kodować znaki do U+1FFFFF. Po drugie zabroniono kodów z zakresu od U+D800 do U+DFFF, co pomniejszyło liczbę dopuszczalnych kodów o dodatkowe 2048. W ten sposób pozostało dokładnie 17 · 65536 − 2048 kodów, co oznacza że w UTF-8 można zakodować 1 112 064 różnych znaków.
Teoretycznie w UTF-8 ten sam znak można zapisać na kilka sposobów. Przykładowo znak ASCII / (ukośnik) można by zapisać jako:
- 00101111,
- 11000000 10101111,
- 11100000 10000000 10101111,
- 11110000 10000000 10000000 10101111.

Stanowi to zagrożenie bezpieczeństwa m.in. dla serwerów, które sprawdzają obecność znaku / w ścieżkach. Z tego powodu standard UTF-8 przewiduje, że poprawny jest wyłącznie najkrótszy możliwy sposób zapisu, a każdy program musi odrzucać znaki zapisane dłuższymi sekwencjami niż minimalna.

## Przykład
Kodowanie na podstawie znaku euro €:
1. Znak € w Unicode ma oznaczenie U+20AC.
2. Zgodnie z informacjami w poprzednim podrozdziale taka wartość jest możliwa do zakodowania na 3 bajtach.
3. Liczba szesnastkowa 20AC to binarnie 0010 0000 1010 1100 po uzupełnieniu wiodącymi zerami do 16 bitów, ponieważ tyle bitów trzeba zakodować na 3 bajtach w UTF-8.
4. Kodowanie na trzech bajtach wymaga użycia w pierwszym bajcie trzech wiodących bitów ustawionych na 1, a czwartego na 0 (1110…).
5. Pozostałe bity pierwszego bajtu pochodzą z najstarszych czterech bitów kodowanej wartości w Unicode, co daje (1110 0010), a reszta bitów dzielona jest na dwa bloki po 6 bitów każdy (…0000 1010 1100).
6. Do tych bloków dodawane są wiodące bity 10, by tworzyły następujące 8-bitowe wartości 1000 0010 i 1010 1100).
7. W ten sposób rezultatem są trzy bajty w postaci 1110 0010 1000 0010 1010 1100, co w systemie szesnastkowych przyjmuje postać E2 82 AC.

Poniższa tabela pozwala zrozumieć sposób kodowana różnej długości numerów kodowych Unicode w UTF-8.
| Unicode | Unicode | Unicode binarnie        | UTF-8 binarnie 1. bajt 2. bajt 3. bajt 4. bajt | UTF-8 szesnastkowo |
| ------- | ------- | ----------------------- | ---------------------------------------------- | ------------------ |
| $       | U+0024  | 0100100                 | 00100100                                       | 24                 |
| ¢       | U+00A2  | 000 10100010            | 11000010 10100010                              | C2 A2              |
| €       | U+20AC  | 00100000 10101100       | 11100010 10000010 10101100                     | E2 82 AC           |
| 𐍈       | U+10348 | 00001 00000011 01001000 | 11110000 10010000 10001101 10001000            | F0 90 8D 88        |